# Oviedo TV
Oviedo TV fue un canal español, fundado en 1994 con el nombre de Televisión Local de Oviedo. 

## Historia
Fue fundada por cuatro socios repartiendo el capital social a partes iguales, siendo su primer CEO uno de ellos, José Ramón García. En sus comienzos en el año 1994 se dedicaba esencialmente a la información y programa Excalibur  (presentado por J. Neira). Posteriormente caracterizada por una gran variedad de programas propios y uno de gran relevancia entre los alumnos de Oviedo, Stick programa que colaboraba el ayuntamiento de Oviedo y La Nueva España, Crónica Azul (presentado por Carlos Novoa y Nacho Fernández) Motor en marcha. Los primeros años fueron de integración y crecimiento. 
En el año 1998 con una nueva administración y dirección de José Manuel Fernández Aladro y Antonio García, aumentaron instalaciones. Esta inversión estratégica fue lo que puso en marcha la idea principal de vender el medio y sacar el rendimiento que se había planeado en su fundación.Cambiando la imagen pasando a llamarse Oviedo Televisión. Este nuevo consejo dedició contratar se decidió contratar como director a Germán Ojeda.
Finalmente, la situación de la empresa hizo que fuese vendida al grupo de Televisión Castilla y León por lo que aumenta sus medios técnicos y humanos, mejora sus programas y su parrilla, abarcando ya todo el centro de la región, con medio millón de televidentes. Antes de su cierre vuelve a cambia de dueños y es adquirida por un importante grupo de empresarios asturianos, entre los que se encontraba la familia de José Cosmen Adelaida.
En su última época sufre otra vez una crisis interna. Después de varios meses sin cobrar los trabajadores las nóminas, el 23 de diciembre de 2011, Oviedo televisión, cesa en sus emisiones, siendo otra televisión local, víctima de la crisis emitiendo como último programa los informativos.
Durante su último año de emisión su programación se basaba en teletienda y tarot.
Las instalaciones se encontraban en el barrio del Palais, en Oviedo.

## Programas de Oviedo TV
Su programa estrella es Rumbo a la fama, programa estilo Operación Triunfo, solo que este se divide en tipos de canto. Tiene como costumbre modificar su imagen corporativa cada pocos años, así desde su origen en 1994 se han observado nuevos estilos en los años 1999, 2004 y el último en 2008.
Oviedo TV adquiere contenidos a LocalVisión, MunicipalTV y Canal Finde.
(en negrita, programas de producción propia):
- Actualidad Primera Edición (incluye El Tiempo)
- Actualidad Segunda Edición (incluye El Tiempo)
- Actualidad Tercera Edición (incluye El Tiempo)
- TodoDeporte
- Motor en marcha
- Ahorro y Finanzas
- Muestra de Folklore Ciudad de Oviedo
- Rumbo a la Fama
- Agenda cultural de Oviedo
- Televentas
- Date el bote, con Carlos Sobera (concurso)
- Cita con Geli (videncia)
- Las recetas de Subijana (cocina)
- El rompecabezotas, con Juanma López Iturriaga (concurso)
- De todo corazón (programa del corazón)
- El triple juego (concurso)
- X3 (pádel)
- En el Tee del 1 (golf)
- Esta es mi gente (programa de entrevistas)
- En la madrugada (programación para adultos)